# Phalempin
Phalempin è un comune francese di 4 544 abitanti situato nel dipartimento del Nord nella regione dell'Alta Francia, regione degli Hauts-de-France. Era l'antico capoluogo della regione del Carembault, appartenente alla castellania di Lilla.

## Società

### Evoluzione demografica
Abitanti censiti